# 温苏埃
温苏埃（西班牙語：Unzué）是西班牙纳瓦拉的一个市镇。总面积19平方公里，总人口138人（2001年），人口密度7人/平方公里。